# 솔로 시코아

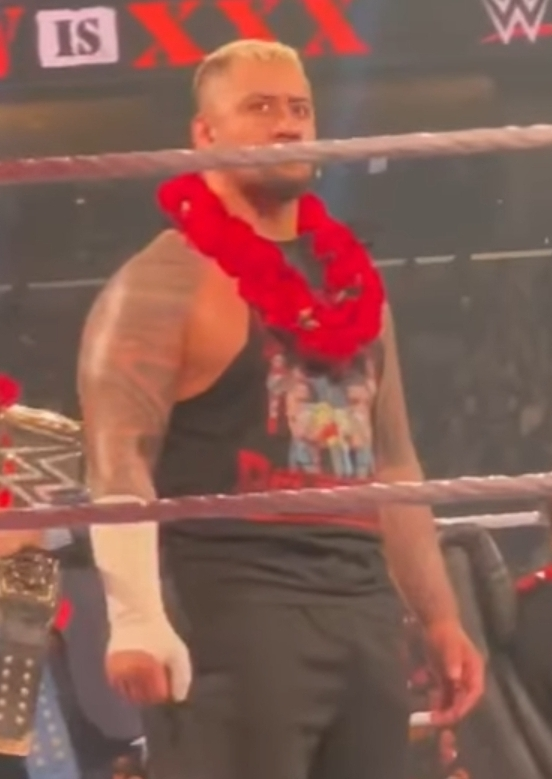

솔로 시코아(Solo Sikoa, 1994년 3월 18일 ~ )는 미국의 프로레슬링 선수이다. 캘리포니아 샌프란시스코 새크라멘토에서 태어났다. 본명은 조지프 요코주나 파투(Joseph Yokozuna Fatu)이고, 디 우소스의 친동생이다. 2018년 인디단체에서 링 네임 세파 파투(Sefa Fatu)로 활동을 시작하였다. 키는 188 cm(6 ft 2 in), 몸무게는 113 kg(250 lb)이다. 피니쉬는 사이드 킥, 다이빙 스플래쉬로 사용을 한적도 있었다고 한다.

## 수상
- AWF 헤비웨이트 챔피언 (1회)
- FSW 네바다 스테이츠 챔피언 (1회)
- NXT 노스 아메리칸 챔피언 (1회)
- WWE 유나이티드 스테이츠 챔피언 (1회)

## Professional wrestling highlights
- Finishing moves
  - Diving splash
  - Side kick
- Signature moves
  - Body slam
  - Corner back splash
  - Diving moonsault
  - Headbutt drop
  - Knife edge chop
  - Lariat
  - Multiple kick variations
    - High
    - Jumping shoot
    - Spinning heel

  - Multiple leg drop variations
    - Diving
    - Running
    - Springboard

  - Overhead belly to belly suplex
  - Running hip attack
  - Running senton
  - Samoan drop
  - Spinning back fist
  - Swinging side slam
- Entrance themes
  - Get Real by Def Rebel (WWE NXT; 2021-present)